# Nematus seriepunctatus
Nematus seriepunctatus är en stekelart som först beskrevs av René Malaise 1921.  Nematus seriepunctatus ingår i släktet Nematus, och familjen bladsteklar. Arten är reproducerande i Sverige.